# Albrecht I. (Mecklenburg-Stargard)
Albrecht I., Herzog zu Mecklenburg-Stargard (* vor 1377; † 1397 in Dorpat) war Herzog zu Mecklenburg-Stargard, 1393 Domherr zu Schwerin und von 1396 bis 1397 Koadjutor des Bischofs zu Dorpat.

## Familie
Er war das Kind aus der dritten Ehe des Herzogs Johann I. und seiner Frau Agnes.

## Biographie
Albrecht I. wurde wahrscheinlich vor 1377 geboren und regierte gemeinsam mit seinen Brüdern Johann II. und Ulrich I.
1393 wurde er als Schweriner Domherr im Matrikelverzeichnis der Universität Heidelberg genannt.
Im Jahr 1395 ging er nach Livland, um beim Bischof von Dorpat Dietrich Damerau Koadjutor zu werden. Dort schlichtete er einen Streit zwischen dem Bischof und dem Hochmeister des Deutschen Ordens Konrad von Jungingen. Anfang des Jahres 1396 schrieb der Hochmeister, der Bischof von Dorpat habe einen der Herren von Meklenburg zu sich eingeladen, ihm mehrere Burgen eingeräumt und wolle diesem einst sein Bisthum in die Hände bringen. Zwischen dem 11. Februar und dem 15. Juli 1397 starb Albrecht zu Dorpat und wurde auch dort begraben.